# Pamir-Stadion
Das Pamir-Stadion (tadschikisch Варзишгоҳи ҷумҳурии марказӣ «Помир») ist ein Fußballstadion mit Leichtathletikanlage in der tadschikischen Hauptstadt Duschanbe. Es bietet Platz für 21.400 Zuschauer.

## Geschichte
Die Bauarbeiten begannen 1939, mussten aber aufgrund des Deutsch-Sowjetischen Krieges im Zweiten Weltkrieg unterbrochen werden. 1946 wurde das Stadion  eröffnet. Es verfügte über eine Tribüne mit 5000 Sitzplätze und erhielt den Namen „Respublikanskiy Stadion im. M.V. Frunze“ nach Michail Wassiljewitsch Frunse. 1962 wurde die Anlage umgebaut und besaß danach 21.400 Plätze. Nach dem Zusammenbruch der Sowjetunion wurde das Stadion in „Zentralstadion“ umbenannt. Im März 2014 kam eine Renovierung der Spielstätte zum Abschluss. Neben dem Fußballverein FC Istiklol ist es auch die Heimspielstätte der tadschikischen Fußballnationalmannschaft. Früher wurde es auch von CSKA Pomir Dushanbe genutzt.
Im Mai und September 2012 fanden zehn Spiele des AFC President’s Cups 2012 im Pamir-Stadion statt, darunter auch das Finale zwischen dem heimischen FC Istiklol und Markaz Shabab al-Am'ari aus Palästina (2:1). Im Oktober 2015 fand außerdem das Finale um den AFC Cup zwischen dem FC Istiklol und dem Johor Darul Ta’zim FC aus Malaysia statt, das Johor mit 1:0 gewann.